# Kahujärvi
Kahujärvi är en sjö i Pajala kommun i Norrbotten och ingår i Torneälvens huvudavrinningsområde. Sjön har en area på 0,118 kvadratkilometer och ligger 167,9 meter över havet.

## Delavrinningsområde
Kahujärvi ingår i det delavrinningsområde (748115-181500) som SMHI kallar för Mynnar i Torneälvens vattendragsyta. Medelhöjden är 170 meter över havet och ytan är 30,39 kvadratkilometer. Räknas de 3 avrinningsområdena uppströms in blir den ackumulerade arean 194,01 kvadratkilometer. Käymäjoki som avvattnar avrinningsområdet har biflödesordning 2, vilket innebär att vattnet flödar genom totalt 2 vattendrag innan det når havet efter 213 kilometer. Avrinningsområdet består mestadels av skog (37 procent) och sankmarker (58 procent). Avrinningsområdet har 0,25 kvadratkilometer vattenytor vilket ger det en sjöprocent på 0,8 procent.